# Clunies-Ross
I Clunies-Ross erano una famiglia di origine scozzese che, dal 1827 al 1978, per 151 anni, amministrarono le Isole Cocos (Keeling), nell'Oceano Indiano, con il titolo sovrano. Il capitano John Clunies-Ross, infatti, giunto nel piccolo arcipelago (due atolli e 27 isolette, 14 chilometri quadrati e poche centinaia di abitanti) nel 1827, si autoproclamò re: il rango e la proprietà perpetui saranno riconosciuti nel 1886 dalla regina Vittoria. Le Cocos assunsero uno status di regno autonomo, di tipo feudale, dipendente dalla Corona Britannica, come, ancora oggi, si trova l'isola Sark, nel Canale della Manica.

## Storia
John Clunies-Ross (1786-1854), originario delle isole Shetland, era il primogenito di George Clunies e della norvegese Elizabeth Ross: lui e il fratello Robert adotteranno poi il duplice cognome.

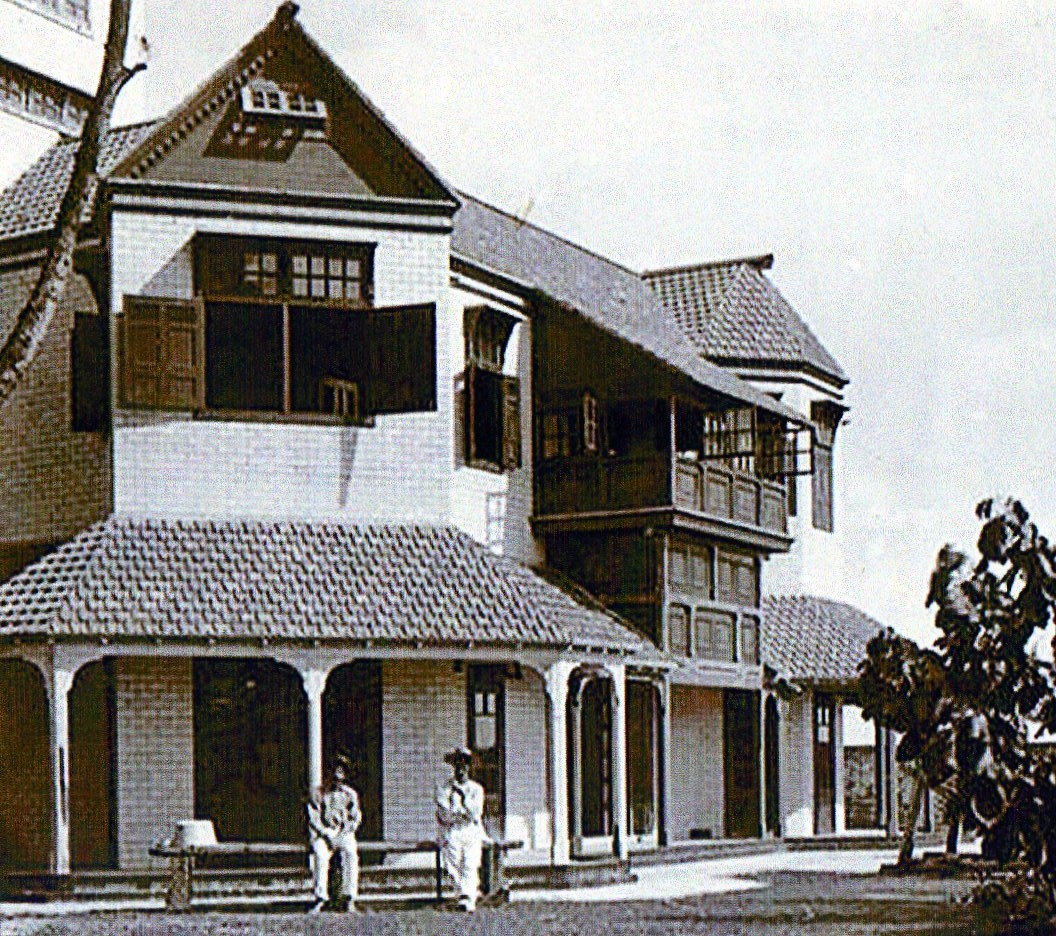
"Oceania House", residenza della famiglia Clunies-Ross a West Island

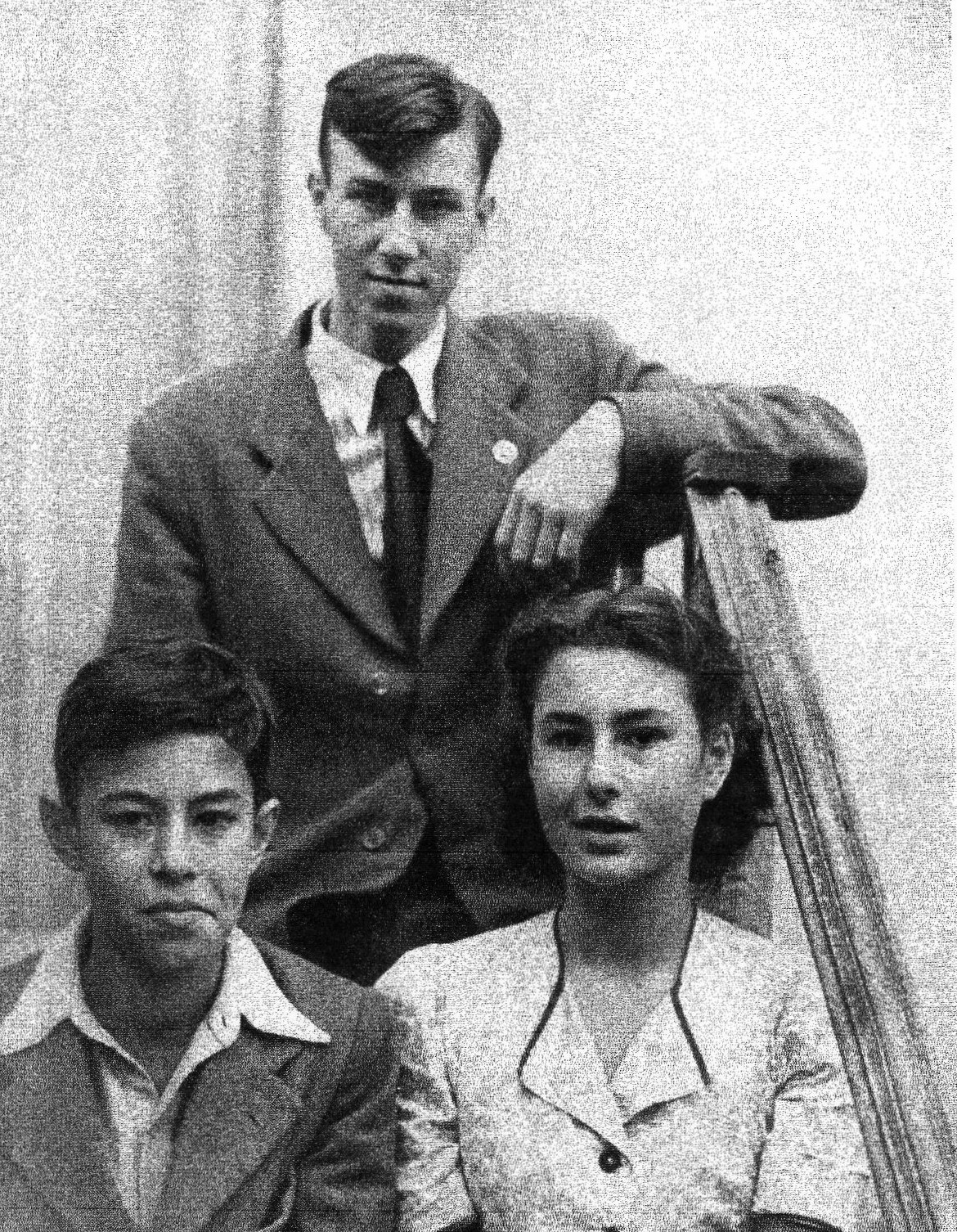
Ross V con i fratelli Elizabeth e Charles William

Appassionato della vita di mare fu assunto dall'eccentrico mercante britannico Alexander Hare che aveva operato per anni nel Borneo. Imbarcatosi con lui, giunsero in Indonesia, appartenente ai Paesi Bassi, e casualmente visitò la disabitata isoletta Cocos, vista nel 1609 per la prima volta dal capitano inglese William Keeling (1577–1619), da cui il nome. Vi ritornò due anni dopo, nel 1827, ma prese atto della presenza di Hare con un gruppo di donne. Tale situazione durò fino al 1831, quando lo scozzese reclutò alcuni malesi su Home Island e li fece lavorare nella produzione della copra: i loro discendenti risiedono ancora nell'arcipelago. La visita di Charles Darwin, nel 1836, contribuì a migliorare la vita dei malay ("liberi, ma schiavi!" li definì): John, infatti, riservò loro un trattamento più umano, sistemandoli in singole casette.
Chiese, inoltre la protezione della Gran Bretagna su Keeling e si autoproclamò re. Aveva portato nell'atollo la moglie Elizabeth e i sei figli: morì nel 1854, all'età di 68 anni.
Gli succedette il trentunenne primogenito John George (1823-1871), che sposò una ragazza di Bali. Fece venire dall'isola di Giava un certo numero di lavoratori che sperimentarono un nuovo metodo per la coltivazione delle palme da cocco. Amava la medicina e riusciva a curare gli isolani con buoni risultati. Nel 1857 il Regno Unito rivendicò il piccolo arcipelago e Ross II (questo era il suo appellativo dinasticò) si recò a Londra per chiedere, invano, che le Cocos fossero aggregate a una vicina colonia inglese.
Nel 1861 un tornado devastò le Keeling e il re richiamò l'erede George dalla Scozia per collaborare negli aiuti. Dopo un suo breve viaggio nell'odierna Giacarta, John George morì improvvisamente, al suo rientro, a 48 anni e fu tumulato nella Burial Island, luogo di sepoltura della famiglia.
I Clunies-Ross emisero banconote, dal 1887 al 1902, monete (Cocos rupee, con lo stemma e l'effigie di Ross I) e francobolli dal 1933.
A John George subentrò il ventinovenne figlio George (1841-1910), con i lineamenti vagamente malesi ereditati dalla madre e lui stesso prese per moglie una giovane locale. Aveva un forte carattere, indole imprenditoriale e riuscì subito ad imporre la sua autorità sulle isole. Fece costruire, sulla Home Island, nella capitale West Island, una grande residenza vittoriana denominata Oceania House.
Di idee moderne, importò nuovi macchinari che favorirono l'economia delle Cocos, sviluppatasi anche per la scoperta di fosfati, e, nel 1886, fece trasferire il controllo dell'arcipelago da Ceylon a Singapore. Sempre in quell'anno la regina Vittoria riconobbe l'autonomia delle Keeling, come entità feudale, la sovranità e la proprietà ai Clunies-Ross e ai loro discendenti. Nel 1901 Cocos fu collegata con l'Inghilterra e l'Australia da un cavo telegrafico sottomarino.
Nel 1910 Ross III andò a Londra con la famiglia per partecipare all'incoronazione di Giorgio V, ma fu colto dalla morte all'età di 69 anni.
Diventò re delle isole Cocos il quarantaduenne John Sydney (1868-1944), che dovette subire le conseguenze della prima guerra mondiale, con effetti negativi pure nel suo reame. Incrementò il sistema di lavorazione della copra, da cui si ricavava l'olio e il latte di cocco, creando nuove occasioni di lavoro.
Aveva tre figli naturali avuti da una donna locale: si sposò, infine, a 56 anni con Rose Nash che preferiva abitare a Londra. Durante la seconda guerra mondiale, l'arcipelago fu bombardato dai giapponesi e invaso da migliaia di militari, ma Ross IV decedette nella sua Oceania House.
L'ultimo sovrano, John Cecil (1928-2021), aveva solo diciassette anni quando dall'Inghilterra tornò a Cocos. L'amministrazione delle isole passò da Singapore all'Australia. Ci fu una crisi economica che costrinse molti lavoratori ad emigrare. Nel 1954 la nuova regina d'Inghilterra Elisabetta II, capo del Commonwealth, fece una visita a Cocos con il principe consorte Filippo di Edimburgo e fu ricevuta da Ross V e dalla moglie Daphne.
Nel 1970 si verificò un singolare problema dinastico tra John Cecil e la sorella minore Elizabeth May (1934-) che una parte del popolo voleva come regina. Costei però studiava a Londra e sposò l'attore Beverley Cross, dalla cui unione nacque una bimba: il matrimonio durò poco e la principessa ritornò nelle isole dopo aver fatto sciogliere il matrimonio. Questo episodio non fu gradito alla classe nobile delle Keeling: una donna divorziata non poteva essere regina!; Elizabeth rinunciò alle pretese e rientrò in Inghilterra dove si sposerà con il famoso artista e autore di libri comici Donald Southam Lawrence (1928-2003).
Il governo australiano inviò addirittura una nave da guerra per sedare la crisi.
Dopo le vane richieste di assoluta indipendenza da parte di Ross V, il 1º settembre 1978, l'esecutivo di Canberra pose fine al regime feudale di Cocos e la famiglia conservò solo la proprietà di Oceania House, dove risiede il pretendente John George II (1957-), con la moglie Catherine e i quattro figli, tra cui l'erede John Douglas (1985-) e Aiden James.

## Re di Cocos (Keeling)

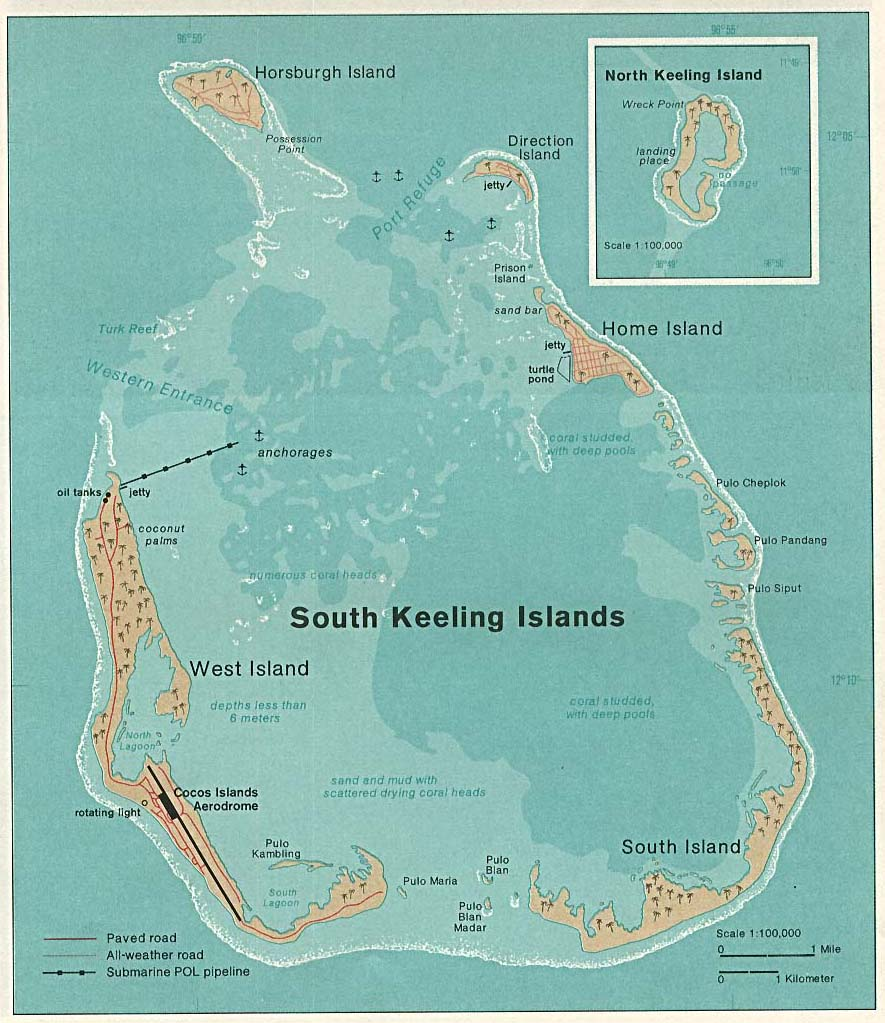
Carta delle Isole Cocos (Keeling)

## Note

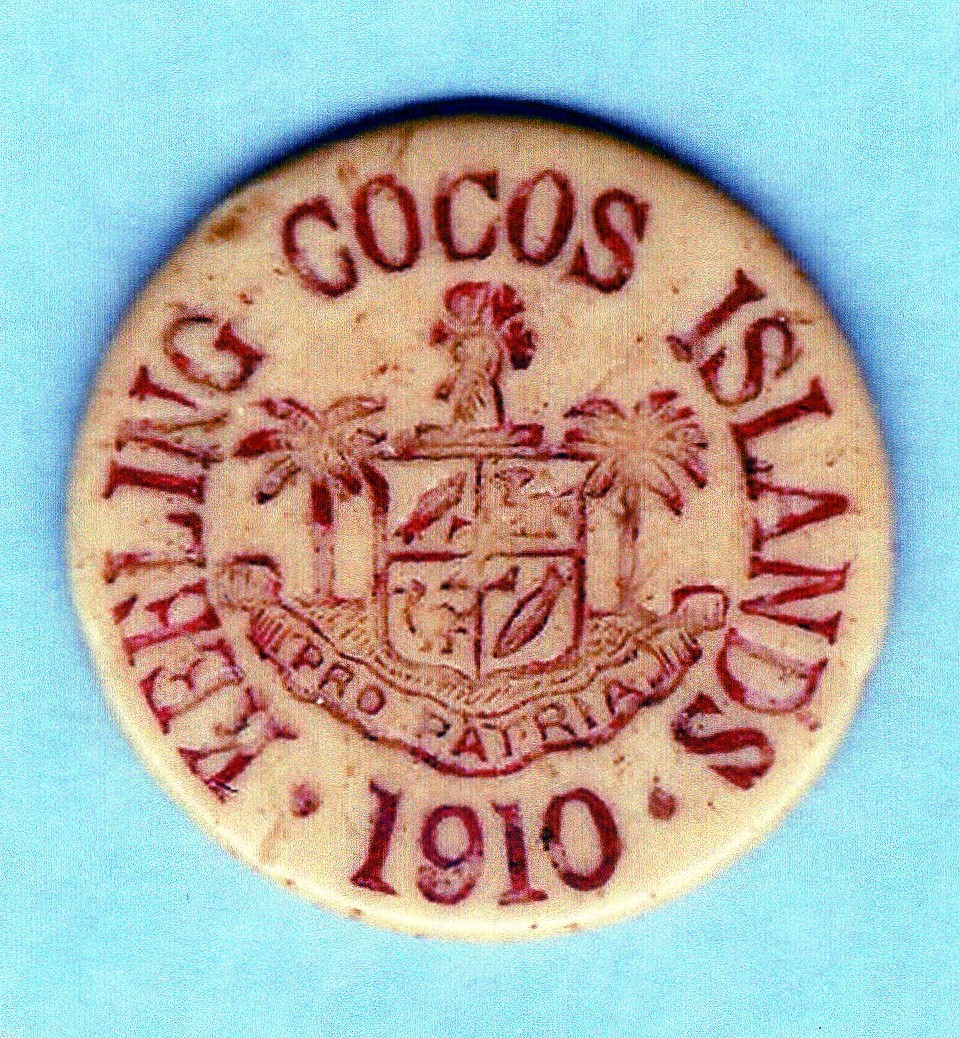
Moneta delle Isole Cocos (Keeling), con stemma (1910)

## Re di Cocos (Keeling)[7]
| N° | Titolo | Nome              | Nome dinastico | Dal            | Al                | Consorte e note                                                           |
| 1  | Re     | John Clunies-Ross | Ross I         | 1827           | 26 maggio 1854    | Elizabeth                                                                 |
| 2  | Re     | John George       | Ross II        | 26 maggio 1854 | 8 giugno 1871     | Clara di Bali                                                             |
| 3  | Re     | George            | Ross III       | 8 giugno 1871  | 7 luglio 1910     | Ayesha                                                                    |
| 4  | Re     | Sydney            | Ross IV        | 7 luglio 1910  | 14 agosto 1944    | Rose Nash                                                                 |
| 5  | Regina | Elizabeth         |                | 1970           |                   | Beverley Cross, Don Lawrence; non fu riconosciuta da una parte del popolo |
| 6  | Re     | John Cecil        | Ross V         | 14 agosto 1944 | 1º settembre 1978 | Daphne Parkinson                                                          |